# فیزیک غیرممکن‌ها
فیزیک غیرممکن: اکتشاف علمی در دنیای فازرها، میدان‌های نیرو، حمل و نقل از راه دور و سفر در زمان (به انگلیسی: Physics of the Impossible: A Scientific Exploration Into the World of Phasers, Force Fields, Teleportation, and Time Travel) کتابی نوشتهٔ میچیو کاکو است. او در این کتاب به توضیح پدیده‌هایی به ظاهر غیرممکن و خارق‌العاده همچون سفر در زمان، سفر به دنیاهای موازی، نامرئی شدن، ساخت بشقاب پرنده و نیز سیاحتی در زیباترین بخش‌های طبیعت جهانی که هنوز آن را به‌خوبی نمی‌شناسیم پرداخته است.
فیزیک غیرممکن‌ها یکی از پرفروش‌ترین کتاب‌های علمی همگانی در سراسر جهان بوده‌است. این کتاب بینشی هیجان‌انگیز از آنچه در آینده می‌توانیم امید به داشتن آن داشته باشیم ارائه می‌دهد و ما را به‌سوی مرزهای علم و ورای آن می‌برد.
کاکو در این کتاب می‌گوید: «هرچیزی که غیرممکن نباشد، حتمی است!»